# Clark Stede
Clark Stede (*  25. November 1949 in Ost-Berlin; † 14. Juni 2021 im Burgenland, Österreich) war  ein deutscher Fotograf und Journalist, er wurde als Langstrecken- und Blauwassersegler bekannt.

## Leben
Seine großen Seereisen segelte er zunächst einhand, alten Segelrouten folgend, mit seiner 9 m Stahlslup "Asma". Zunächst segelte er durch das Rote Meer in den Oman.  Von dort brach er Mitte Dezember 1984 auf und folgte der Route Sindbads nach Indien, über die Lakkadiven, Sri Lanka und Malaysia.
1985 erreichte die Asma mit Stede als erste westliche Einhandyacht China. Nach Erkundungsfahrten abseits der üblichen Routen in Mikronesien, Papua-Neuguinea und den Salomonen verbrachte er die Taifun-Saison in Australien.
Dort lernte er die Filmemacherin Michelle Poncini kennen, die ihn auf der weiteren Reise begleitete. Nonstop segelte das Paar in 30 Tagen zum Chagos-Archipel mitten im Indischen Ozean, dann nach Madagaskar. Von dort folgten sie der alten Gewürzroute über die Komoren, Tansania, Sansibar, Kenia und den Jemen ins Rote Meer.
1990 bis 1993 umsegelte Clark Stede zusammen mit Michelle Poncini den amerikanischen Doppelkontinent. Dabei bezwang das Team mit der 13 m langen, für diese Reise neu gebauten Aluminiumslup "Asma" zunächst die Nordwestpassage, drang dann nach Kanada, Mexiko, Costa Rica, Ecuador und Chile über das Kap Hoorn bis in die Antarktis vor und kehrte über Argentinien, Brasilien, die Karibik, Mittel- und Nordamerika nach Europa zurück. Dabei kreuzten sie am 19. Juni 1993 ihre Route, die sie 1.300 Tage zuvor nach Grönland geführt hatte.
Seit 1994 lebte Clark Stede in Chile, wo er eine Hazienda für naturnahen Reiterurlaub aufbaute.

## Veröffentlichungen
- Packeis, Sturm und rote Segel. Stuttgart, Wien: Edition Erdmann im K. Thienemanns Verlag, 1991; ISBN 3-522-60860-7
- Rund Amerika: die erste Umseglung des amerikanischen Kontinents.  Bielefeld: Delius Klasing, 1994; ISBN 3-7688-0862-9
- Abenteuer in allen Kontinenten. Bielefeld: Delius Klasing, 1998; ISBN 3-7688-1030-5
- Sailing Around the Americas. The Arctic: Germany - Greenland - the Northwest Passage. Part 1[2]
- Sailing Around the Americas. The Northwest Passage - South America - Patagonia. Part 2[3]
- Sailing Around the Americas. Cape Horn – Antarctica – South America. Part 3[4]